# Жидебайский сельский округ
Жидебайский сельский округ (каз. Жидебай ауылдық округі) — административная единица в составе Актогайский район Карагандинской области Казахстана. Административный центр — село Сауле.
Население — 1368 человек (2009 ; 1974 в 1999, 2376 в 1989).
По состоянию на 1989 год существовал Кировский сельский совет (сёла Жаланаш, Каракой, Кирово, Сауле, Чапаево). В 2007 году было ликвидировано село Карпетай.

## Состав
В состав округа входят такие населённые пункты:
| Населённый пункт | население, человек (1989) | население человек (1999) | население, человек (2009) |
| ---------------- | ------------------------- | ------------------------ | ------------------------- |
| Жаланаш, село    | 277                       | 230                      | 215                       |
| Каракой, село    | 165                       | 112                      | 137                       |
| Карпетай, село   | 169                       | 81                       | -                         |
| МТС, село        | 297                       | 213                      | -                         |
| Сауле, село      | 1028                      | 1009                     | 725                       |
| Ушарал, село     | 440                       | 329                      | 291                       |